# The Grass Is Greener (album)
| Recensione | Giudizio |
| ---------- | -------- |
| AllMusic   |          |

The Grass Is Greener è il terzo album dei Colosseum, pubblicato (solo negli Stati Uniti) dalla ABC/Dunhill Records nell'aprile del 1970. Il disco fu registrato nell'estate e inverno del 1969 a Londra (Inghilterra).

## Tracce
Lato A
1. Jumping Off the Sun – 3:00 (Dave Tomlin, Mike Taylor)
2. Lost Angeles – 5:30 (Dave Greenslade, Dick Eckstall-Smith)
3. Elegy – 3:26 (James Litherland)
4. Butty's Blues – 6:45 (James Litherland)

Lato B
1. Rope Ladder to the Moon – 3:42 (Jack Bruce, Pete Brown)
2. Bolero – 5:28 (Maurice Ravel)
3. The Machine Demands a Sacrifice (James Litherland, John Hiseman, Pete Brown)
4. The Grass Is Greener – 7:31 (Dick Heckstall-Smith, John Hiseman)

Edizione CD del 2011, pubblicato dalla Talking Elephant Records TECD181
1. Jumping Off the Sun – 3:00 (Dave Tomlin, Mike Taylor)
2. Lost Angeles – 5:30 (Dave Greenslade, Dick Eckstall-Smith)
3. Elegy – 3:26 (James Litherland)
4. Butty's Blues – 6:45 (James Litherland)
5. Rope Ladder to the Moon – 3:42 (Jack Bruce, Pete Brown)
6. Bolero – 5:28 (Maurice Ravel)
7. The Machine Demands a Sacrifice – 2:48 (James Litherland, John Hiseman, Pete Brown)
8. The Grass Is Greener – 7:31 (Dick Heckstall-Smith, John Hiseman)
9. Lost Angeles (Live Version) – 15:46 (Dave Greenslade, Dick Eckstall-Smith) – Bonus Track

## Musicisti
- Dave Clempson - chitarre, voce
- Dave Greenslade - organo, pianoforte, percussioni
- Dick Heckstall-Smith - sassofono soprano, sassofono tenore, woodwind
- Tony Reeves - basso
- John Hiseman - batteria
- James Litherland - voce (solo nel brano: Elegy)